# کلیسای درکی
کلیسای درکی (ارمنی: Դերեկի եկեղեցի؛ انگلیسی: Derek) یک کلیسا متعلق به کلیسای حواری ارمنی واقع در روستای چارچاکیس (درک)، استان آراگاتسوتن ارمنستان می‌باشد. ساخت و ساز این ساختمان در سده ۴ میلادی؛ به پایان رسید. این بنا به سبک معماری ارمنی طراحی شده است.